# Erysimum bastetanum
Erysimum bastetanum — вид квіткових рослин родини капустяних (Brassicaceae).

## Таксономія
У 1992 році у виду Erysimum baeticum виокремили два підвиди E. baeticum baeticum та E. baeticum bastetanum. У 2014 році науковцями зроблено філогенетичний аналіз роду жовтушник (Erysimum). На основі цього аналізу, у 2015 році підвид E. baeticum bastetanum підвищили до рангу виду.

## Поширення
Ендемік Іспанії. Населяє гірські хребти Сьєрра-де-База (провінція Гранада), Сьєрра-де-Марія і Сьєрра-де-Філабре (Альмерія).